# Philippinensee

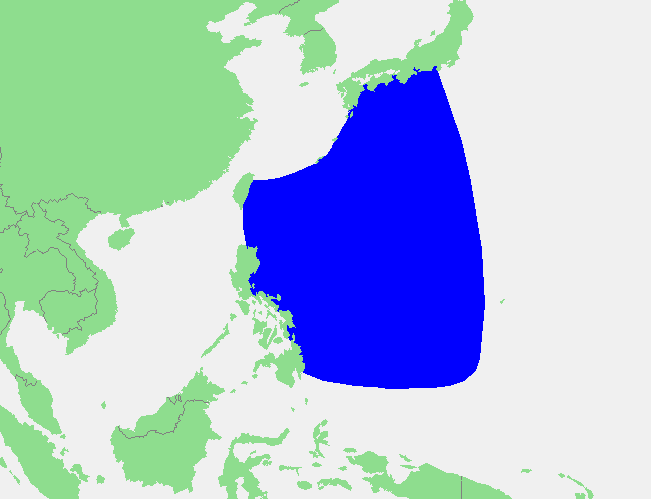
Lage der Philippinensee

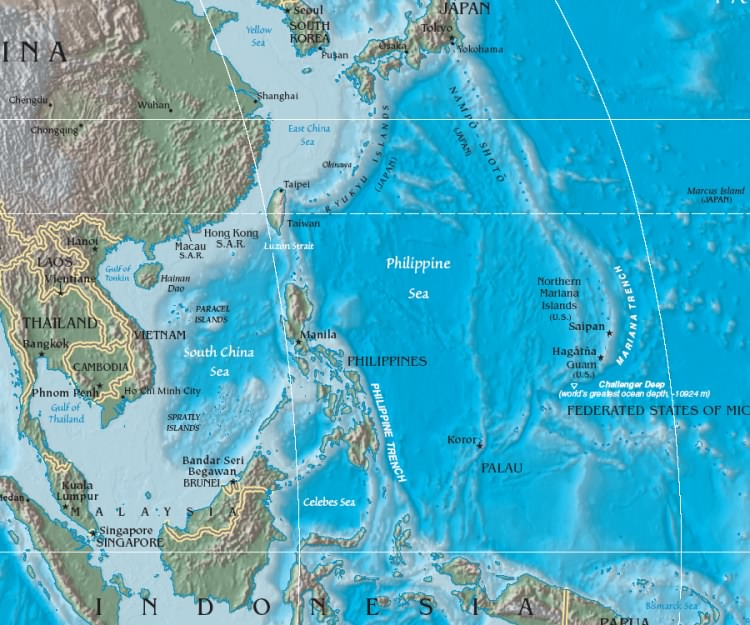
Die Philippinensee auf der Karte

Philippinische Platte

Die Philippinensee (auch Philippinisches Meer) ist ein Nebenmeer des Pazifischen Ozeans, liegt am Westrand des Pazifik. Sie entspricht in ihrer Ausdehnung weitestgehend der Philippinischen Platte. Die Flächenausdehnung beträgt etwa 5 Millionen km².

## Geographie
Nach Norden hin wird die Philippinensee von den zu Japan gehörenden Inseln Ryūkyū, Kyūshū, Honshū und Shikoku begrenzt, gen Süden von Palau und im Osten bilden die Marianen, die Vulkan-Inseln, die Bonin-Inseln und die Izu-Inseln den Anschluss zum offenen Pazifik.
Im Westen wird sie von Taiwan und dem philippinischen Archipel begrenzt. Südlich von Taiwan bildet die 320 km breite Luzonstraße den Übergang zum Südchinesischen Meer, in ihr liegen die Inselgruppen Babuyan und Batanes. Der philippinischen Hauptinsel Luzon vorgelagert sind zahlreiche kleine Inselgruppen, wie der Polillo-Archipel, die zahlreiche große Buchten wie den Golf von Lagonoy, den Golf von Albay oder die Bucht von Lamon abgrenzen. Die San-Bernardino-Straße trennt Luzon von der Insel Samar und bildet den Übergang in die Samar-See. Südlich von Samar liegt die Insel Leyte und der bekannte Golf von Leyte, dieser geht die Straße von Surigao über, die den Übergang in die Mindanaosee bildet. Weiter südlich schließt sich die Insel Mindanao an, ihr vorgelagert ist das 10.540 Meter tiefe Galatheatief. Südlich von Mindanao grenzt die Philippinensee an die Celebessee, deren Grenze bei dem Sangihe-Archipel liegt.
Zu den Inseln, die nicht am Rande, sondern inmitten der Philippinensee liegen, gehören die Daitō-Inseln sowie das zentral gelegene Atoll Okinotorishima. Ein Grenzfall ist die Insel Nishinoshima westlich der Bonin-Inseln, die einerseits auf dem gleichen Meeresrücken wie die Vulkan-Inseln liegt, die Philippinensee in diesem Bereich jedoch von den 130 km weiter östlich gelegenen Bonin-Inseln begrenzt wird.
Die Philippinensee ist eines der tiefsten Meere der Welt. An ihrem westlichen Rand wird sie vom bis zu 10.540 m tiefen Philippinengraben durchzogen, den man bis 1970 für den tiefsten Punkt der Erdoberfläche gehalten hatte, als dieser gilt heute eine Stelle im Marianengraben.

## Geschichte
1521 erreichten mit der Expedition von Ferdinand Magellan die ersten Europäer die Philippinensee.
Während des Zweiten Weltkriegs fand im Juni 1944 hier in der Schlacht in der Philippinensee eine große Luft-/Seeschlacht zwischen japanischen und amerikanischen Streitkräften statt.